# تصميم الطلب الجماعي
تصميم الطلب الجماعي (بالإنجليزية: Joint application design)‏ هي وسيلة تستخدم في طرق تنمية الأنظمة الديناميكية (DSDM) لجمع متطلبات العمل أثناء تطوير نظم المعلومات الجديدة للشركة.